# Clovelly Park
Clovelly Park är en del av en befolkad plats i Australien. Den ligger i kommunen Marion och delstaten South Australia, nära delstatshuvudstaden Adelaide. Antalet invånare är 2 973.
Runt Clovelly Park är det ganska tätbefolkat, med 222 invånare per kvadratkilometer.. Närmaste större samhälle är Adelaide, nära Clovelly Park. 
I omgivningarna runt Clovelly Park växer huvudsakligen savannskog. Genomsnittlig årsnederbörd är 729 millimeter. Den regnigaste månaden är juni, med i genomsnitt 133 mm nederbörd, och den torraste är december, med 21 mm nederbörd.